# Markaz Ashmūn
Markaz Ashmūn (arabiska: مركز أشمون) är en region i Egypten.   Den ligger i guvernementet Al-Minufiyya, i den norra delen av landet, 40 km nordväst om huvudstaden Kairo.